# Premi Nacional de Disseny
El Premi Nacional de Disseny formà part dels Premis Nacionals de Cultura i era concedit anualment per la Generalitat de Catalunya, reconeixent la trajectòria professional de cada guardonat en la seva categoria i amb una dotació de 18.000 euros.
El premi fou designat per un jurat encapçalat pel Conseller de Cultura i era atorgat en una cerimònia realitzada el mes de setembre presidida pel President de la Generalitat, conjuntament amb la resta de Premis Nacionals de Cultura. A principis d'abril de 2013 es va fer públic que el Govern de la Generalitat de Catalunya reduïa els premis Nacionals de Cultura de 16 a 10 guardonats, i n'abolia les categories, creant un sol guardó de Premi Nacional de Cultura, amb la intenció de "tallar el creixement il·limitat de categories".

## Guanyadors
Des del 2003 el Premi Nacional de Disseny s'ha atorgat a:
- 2003 - Daniel Giralt-Miracle
- 2004 - Foment de les Arts Decoratives-FAD
- 2005 - Editorial ACTAR
- 2006 - Pati Núñez
- 2007 - Martí Guixé
- 2008 - Nani Marquina
- 2009 - Enric Jardí
- 2010 - Claret Serrahima
- 2011 - Javier Mariscal[3]
- 2012 - Enric Satué